# ジアゾメタン
ジアゾメタン (diazomethane) とは、最も単純な構造のジアゾ化合物で、爆発性がある非常に有毒な黄色気体である。化学式 CH2N2 で、分子量 42.02。融点 −145 ℃、沸点 −23 ℃であり、常温では黄色無臭気の気体。CAS登録番号は [334-88-3]。1894年に、ハンス・フォン・ペヒマンによって発見された。
ジアゾメタン自体は衝撃、熱、光、アルカリ金属の存在により爆発する場合がある。エーテル溶液は比較的安定。水、アルコールが存在すると徐々に反応し分解する。実験室における有機合成で汎用されるO-メチル化剤の一つである。

## 構造
基底状態のジアゾメタンはC2v対称性を持つ。
ジアゾメタンのルイス構造は共鳴混成体として表現される。
{\displaystyle {\ce {H2C={N^{+}}={N^{-}}\leftrightarrow \ {H2C^{-}}-{N^{+}}\equiv N}}}

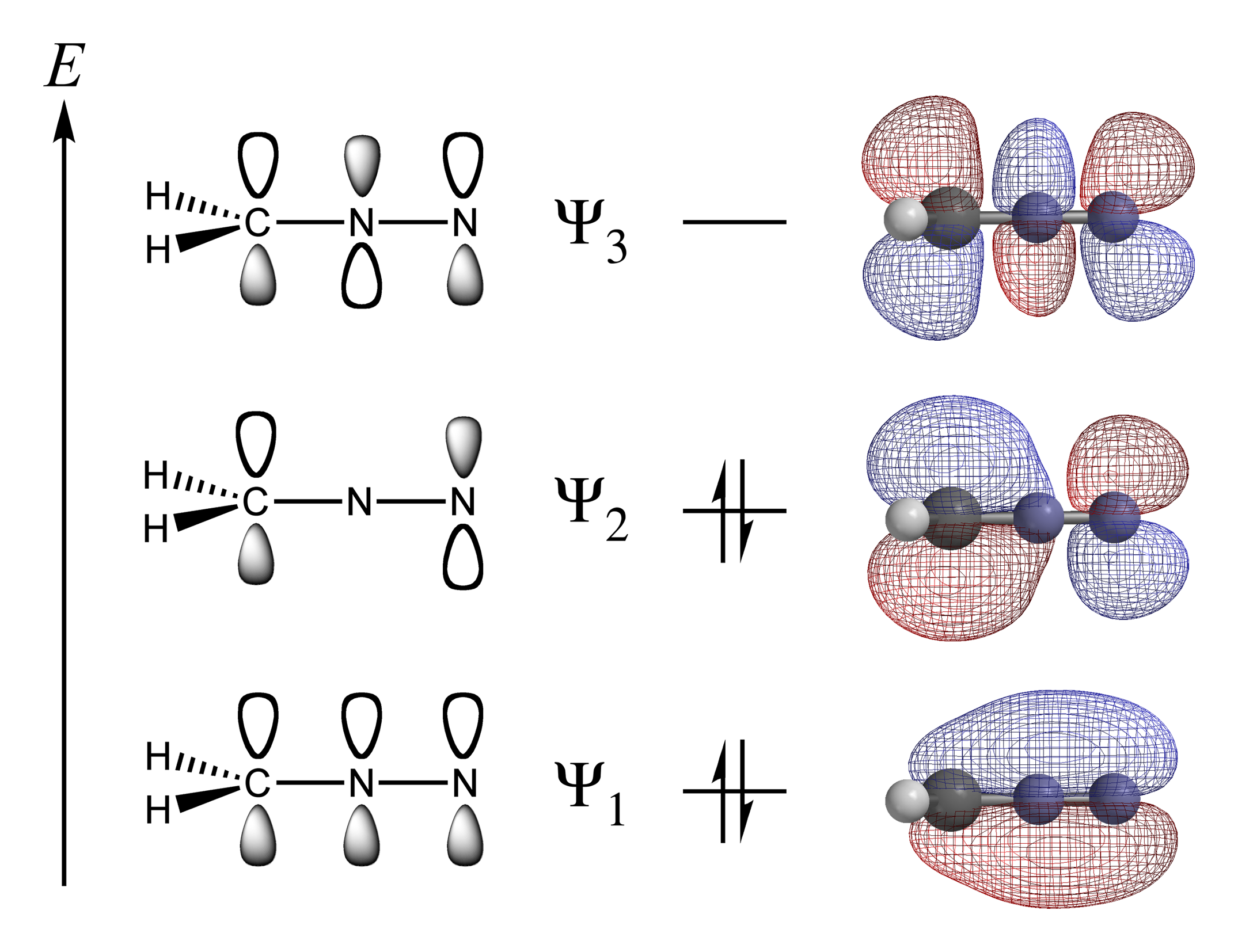
ジアゾメタンの共役π系の分子軌道ダイアグラム

分子軌道法による共役π系の描写を以下に示す。

## 生成
爆発性がある為、エーテルないしはジオキサン溶液として用時調整して使用する。通常はアシル化またはスルホン化された N-メチル-N-ニトロソアミンを濃アルカリ水溶液中と反応させて発生する。一般には毒性が比較的低い N-メチル-N-ニトロソ-4-トルエンスルホン酸アミド (Diazald) が利用される場合が多い。
濃アルカリ水溶液の上にエーテルないしはジオキサン層を張って二層系ビーカーを用意し氷冷下攪拌しながらN-メチル-N-ニトロソアミン誘導体を少量ずつ加え、エーテル層に発生するジアゾメタンを捕集する。ジアゾメタンのエーテル溶液は防爆型冷蔵庫で一週間程度保存は可能であるが器具の摩擦により爆発する恐れがあるので必要が無ければ保存しない。
ジアゾメタンを用いる実験器具はすり合わせジョイントを用いてはならない。攪拌子はテフロンコーティングされた磁気攪拌子を用いる。ピペットなど先がとがったものを用いると爆発の原因になるので、炎で焼きなましてから使用する。蒸留による精製は専用器具を使えば可能であるが、利用する反応の都合上必要な場合以外は蒸留は避けるべきである。

## 用途
フェノールあるいはカルボン酸のO-メチル化剤として汎用され、メチルエーテル誘導体やメチルエステル誘導体を生成する。多くの場合は過剰量のジアゾメタン・エーテル溶液を用意して氷冷下にフェノールあるいはカルボン酸の溶液に攪拌下に少量ずつ加える。TLCなどで反応状況を観察し消費される分以上は反応系に追加しない。酸塩化物と反応させると、ジアゾメチルケトンまたはクロロメチルケトンとなる。
活性なアセチレン類（三重結合）、エチレン類（二重結合）と1,3-双極子付加反応してピラゾール誘導体ないしはピラゾリン誘導体を生成する。また、アーント・アイシュタート合成による環状ケトンの環拡大反応などにも利用される。
光分解によりメチレン :CH2を発生する。

## 毒性・取り扱い
ジアゾメタンは揮発性の強いメチル化剤の為、皮膚刺激あるいは吸入した場合はり胸部不快感、喘息様発作、場合によって肺水腫など重篤な呼吸器障害で死に至る場合もある。LCL0 175 ppm（ネコ、10分）。許容濃度 0.2 ppm。IARC発がん性リスクはGroup3に属する。
また、ジアゾメタン発生に用いられる N-メチル-N-ニトロソアミン誘導体は強い変異原性、発がん性を有するものがほとんどなので取り扱いに留意する必要がある。
廃棄する場合ジアゾメタン溶液は、十分量の薄い酢酸のメタノール溶液に氷冷下すこしずつ加えて分解する。ジアゾメタンの黄色が消失し、N2ガスの発生が停止したことを確認してから廃棄する。

## 代替試薬
上述のようにジアゾメタンは便利な試薬であるが、爆発性などのために極めて扱いにくい。1981年に塩入孝之らによって開発されたトリメチルシリルジアゾメタン（(CH3)3SiCHN2）は爆発性のない安定な液体で扱いやすく、ジアゾメタンとほぼ同様な反応性を持つ。市販もされているので、特別な場合を除きこちらを用いることが安全面から推奨される。